# Locris carbonaria
Locris carbonaria är en insektsart som beskrevs av Victor Lallemand 1927. Locris carbonaria ingår i släktet Locris och familjen spottstritar. Inga underarter finns listade i Catalogue of Life.